# Eulachnus tauricus
Eulachnus tauricus är en insektsart. Eulachnus tauricus ingår i släktet Eulachnus och familjen långrörsbladlöss. Inga underarter finns listade i Catalogue of Life.